# Toufflers
Toufflers é uma comuna francesa na região administrativa de Altos da França, no departamento do Norte. Estende-se por uma área de 2.39 km². Em 2010 a comuna tinha 3 937 habitantes (densidade: 1 647,3 hab./km²).